# Slowaakse Volkspartij

Vlag van de Slowaakse Volkspartij (1938-1945)

De Slowaakse Volkspartij (Slowaaks: Slovenská ľudová strana, SĽS) was een Slowaakse katholieke en nationalistische partij tussen 1913 en 1945.
De partij ontstond in de tijd toen Slowakije nog deel uitmaakte van Oostenrijk-Hongarije. De SĽS en de Slowaakse Nationale Partij (Slovenská národná strana, SNS) waren de twee nationalistische partijen die zich uitsluitend op Slowakije richtten, zowel in de Oostenrijks-Hongaarse tijd als ten tijde van de Tsjecho-Slowaakse republiek.
De voorzitter van de partij was de priester Andrej Hlinka. Na diens dood in 1938 werd de priester Jozef Tiso voorzitter. Vanaf 1923 was de SLS de grootste partij in Slowakije. In november 1938 fuseerde de Slowaakse Volkspartij en ging als Hlinka's Slowaakse Volkspartij – Partij van Slowaakse Nationale Eenheid (Hlinkova slovenská ľudová strana – Strana slovenskej národnej jednoty) verder. Deze partij was aan de macht tijdens de Eerste Slowaakse Republiek van 1939 tot 1945. Vanwege de verregaande collaboratie met nazi-Duitsland wordt de partij gezien als exponent van het klerikaal fascisme.
Het symbool van de partij maakte deel uit van de hoogste ridderorde van Slowakije, de Orde van Prins Pribina.